# Rhynchospora schomburgkiana
Rhynchospora schomburgkiana är en halvgräsart som först beskrevs av Johann Otto Boeckeler, och fick sitt nu gällande namn av Tetsuo Michael Koyama. Rhynchospora schomburgkiana ingår i släktet småag, och familjen halvgräs. Inga underarter finns listade i Catalogue of Life.